# Soltan-moskee (Kazan)
De Soltan-moskee is een moskee in Kazan, de hoofdstad van Russische Autonome Republiek Tatarije.

## Geschiedenis
De moskee werd in 1868 gebouwd dankzij de schenking van koopman Cihanşa Ğosmanov. De moskee is gebouwd in de tradities van de middeleeuwse Tataars-Bolghar-architectuur gecombineerd met een nationale romantische stijl. Er is één hal met entresol. De minaret met drie verdiepingen wordt boven de ingang geplaatst. In 1931 werd de moskee door de Sovjetautoriteiten gesloten. In 1990 werd de minaret gerestaureerd, in 1994 werd de moskee teruggegeven aan de moslims.